# 明和の大火
明和の大火（めいわのたいか）とは明和年間（江戸時代）における大火事。
明和9年2月29日（1772年4月1日）に江戸で発生。明暦の大火・明和の大火・文化の大火を江戸三大大火と呼ぶ。目黒行人坂（現在の東京都目黒区下目黒一丁目付近）にて出火したので目黒行人坂大火とも呼ばれる。

## 火元
出火元は目黒の大円寺と「明暦3年、明和9年、文化3年各出火記録控」に記載。出火原因は盗みのため武州熊谷無宿の真秀という坊主の庫裡への放火。火付盗賊改長官である長谷川宣雄（長谷川宣以の父親）の配下が明和9年（1772年）4月ごろ真秀を捕縛。同年6月21日（1772年7月21日）に市中引き回し後に小塚原にて火刑に処している。

## 被害

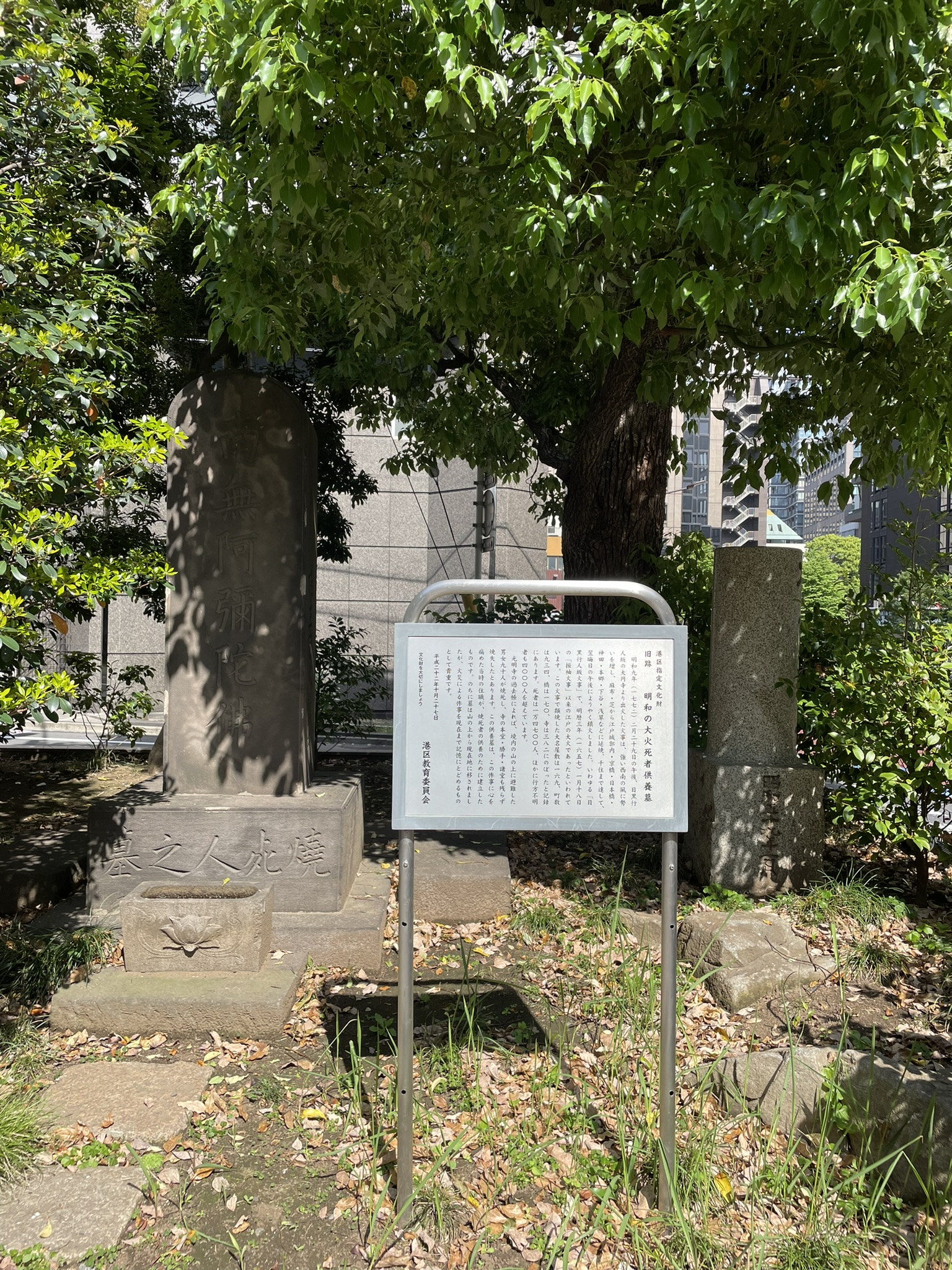
明和の大火死者供養墓。光明寺 (東京都港区)

2月29日（4月1日）13時ごろに目黒の大円寺から出火した炎は南西からの風にあおられ、麻布、京橋、日本橋を襲い、江戸城下の武家屋敷を焼き尽くし、神田、千住方面まで燃え広がった。一旦は小塚原付近で鎮火したものの、18時ごろに本郷から再出火。駒込、根岸を焼いた。30日（4月2日）の昼ごろには鎮火したかに見えたが、3月1日（4月3日）の10時ごろ馬喰町付近からまたもや再出火、東に燃え広がって日本橋地区は壊滅した。
類焼した町は934、大名屋敷は169、橋は170、寺は382を数えた。山王神社、神田明神、湯島天神、浅草本願寺、湯島聖堂も被災した。
死者は1万4700人、行方不明者は4000人を超えた。老中になったばかりの田沼意次の屋敷も類焼した。この火災ゆえ「明和九年」は「めいわ九の年」（迷惑の年）と揶揄され、元号は明和から「安永」と改元された。